# Boulleville
Boulleville es una localidad y comuna francesa situada en la región de Alta Normandía, departamento de Eure, en el distrito de Bernay y cantón de Beuzeville.

## Demografía
| 307 | 343 | 451 | 458 | 533 | 793 |
| Para los censos de 1962 a 1999 la población legal corresponde a la población sin duplicidades (Fuente: INSEE [Consultar]) |     |     |     |     |     |

## Lugares de interés
La iglesia de Saint-Jean-Baptiste, con su coro de principios del siglo XIII.